# Črni vrh
Črni vrh (německy Schwarzkogel, 1543 m n. m.) je nejvyšší hora pohoří Pohorje. Nachází se v severním Slovinsku severovýchodně od města Mislinja. Z vrcholu se otevírá panoramatický výhled na Kamnicko-Savinjské Alpy.